# Markus Borner
Markus Borner (23 de abril de 1945 - 10 de janeiro de 2020) foi um zoólogo e conservacionista suíço. Foi chefe do programa da Sociedade Zoológica de Frankfurt para a África ao longo de mais de 20 anos. Borner também trabalhou no Parque Nacional Serengeti na Tanzânia, em África, por mais de 40 anos. Lá, entre outros, estudou os padrões de migração da vida selvagem e também envolveu-se em atividades de conservação da vida selvagem.
Foi professor honorário da Universidade de Glasgow.
Em 2016, Borner foi agraciado com o Prémio Planeta Azul.